# Hans-Heinrich Wurmbach
Hans-Heinrich Wurmbach (nacido el 12 de mayo de 1891 en Siegen, falleció el 16 de diciembre de 1965 en Schleswig) fue un marinero alemán de la Kriegsmarine que llegó a Gran Almirante (Großadmiral en alemán) durante la Segunda Guerra Mundial

## Vida
Wurmbach ingresó el 1 de abril de 1911 como guardiamarina en la Marina Imperial y tras un año de formación marinera a bordo del crucero protegido SMS Hansa pasó a la Escuela Naval, donde ascendió a alférez de fragata el 15 de abril de 1912, siendo destinado, tras finalizar su formación, al crucero ligero SMS Straßburg.
Tras estallar la Primera Guerra Mundial, Wurmbach ascendió el 3 de agosto de 1914 al empleo intermedio de Leutnant zur See y siguió en el mismo buque hasta el 17 de diciembre de 1916. Luego siguió un curso de entrenamiento de guerra submarina y pasó como oficial de guardia al U-Boot SM U A. El 23 de abril de 1917 fue destinado a la Flotilla de Submarinos del Mediterráneo. El 26 de abril ascendió a alférez de navío y fue destinado como oficial de guardia al SM U 38, submarino del que fue comandante del 16 de noviembre de 1917 al 18 de enero de 1918. Enviado a seguir un nuevo curso en la Escuela Naval, el 10 de octubre de 1918 asumió el mando del recién alistado submarino SM UC 101.
Terminada la guerra, Wurmbach entregó el mando el 17 de noviembre de 1918 y quedó como disponible, uniéndose el 15 de marzo de 1919 a la Brigada Naval Ehrhardt antes de ser admitido en la Reichsmarine. Ascendido a teniente de navío el 1 de marzo de 1921, trabajó como formador en la Academia Naval Mürwik de Flensburgo-Mürwik hasta el 2 de enero de 1922. Luego fue ayudante del jefe de la Dirección Naval (Marineleitung). En octubre de 1925 pasó como ayudante y oficial de torpedos a bordo del crucero ligero Emden. El 2 de abril de 1928 fue destinado a Kiel como ayudante de la comandancia local, pasando del 1 de octubre de 1928 al 3 de enero de 1930 como jefe de compañía al estado mayor de la Escuela Naval de Friedrichsort, donde ascendió a capitán de corbeta el 1 de abril de 1929. Del 4 de enero de 1930 al 1 de octubre de 1932 fue consejero del Inspector de Enseñanza de la Armada en Kiel, antes de volver al Emden como primer oficial. Antes de alistarse el nuevo crucero Deutschland, Wurmbach fue destinado a él el 19 de enero de 1933 y desde el 1 de abril fue su primer oficial. Dejó el buque el 28 de septiembre de 1934, ya que el 1 de octubre ascendió a capitán de fragata y cuatro días después fue nombrado agregado naval de la Embajada Alemana en Roma. A su regreso a Alemania a fines de septiembre de 1936 ascendió a capitán de navío (1 de octubre) y pasó al Mando Supremo de la Armada en Berlín, hasta que el 31 de octubre se le asignó el mando del crucero Admiral Scheer.
Comenzada la Segunda Guerra Mundial, su buque no entró en acción y Wurmbach entregó el mando el 24 de octubre de 1939 para volver como jefe de Estado mayor a la Estación Naval del Báltico, donde el 1 de septiembre de 1940 ascendió a contraalmirante. Desde el 15 de mayo de 1942 fue Almirante del Mar Negro y como tal ascendió el 1 de septiembre de 1942 a vicealmirante. Del 10 de noviembre de 1942 al 18 de marzo de 1943 estuvo Wurmbach apartado del servicio por enfermedad. Luego fue Almirante al Mando de Dinamarca y desde el 16 de abril de 1944 hasta la capitulación del 8 de mayo de 1945, Almirante del Skagerrak. Entremedias, ascendió a almirante el 1 de octubre de 1944. Terminada la guerra, siguió siendo Comandante de las Fuerzas Navales alemanas en Dinamarca, y responsable de su retirada, hasta que los Aliados lo despidieron el 4 de agosto de 1945.

## Condecoraciones
- Cruz de Hierro (1914) de 2.ª y 1.ª clase[1]
- Medalla de Guerra Submarina (1918)[1]
- Cruz Hanseática de Lübeck[1]
- Cruz del Mérito Militar Austríaca de 3.ª clase, con condecoración de guerra[1]
- Media Luna de Hierro[1]
- Broche para la Cruz de Hierro de 2.ª y 1.ª clase
- Cruz Alemana de oro, el 28 de diciembre de 1943
- Orden Militar de Miguel el Bravo de 3.ª clase
- Gran Cruz de la Orden de la Corona del Rey Zvonimir